# David Skara
David Skara, (nacido el 26 de febrero de 1995 en Zadar, Croacia) es un jugador de baloncesto croata. Con 2.03 metros de estatura, juega en la posición de ala-pívot en las filas del Champagne Basket de la Pro B francesa.

## Trayectoria
David es un jugador formado en la cantera de KK Cibona antes de comenzar en 2014 su periplo universitario en la NCAA, donde jugaría durante dos temporadas en Valparaiso Crusaders (2014-2016) y otras dos en Clemson Tigers (2017-2019). En la temporada 2018/19 en Clemson, disputó 33 partidos en los que promedió 31,2 minutos, anotó 7,5 puntos, capturó 4,2 rebotes y dio 1,5 asistencias, mostrando un 36 por ciento de acierto en tiros de tres y un 46,8 % en tiros de campo.
En septiembre de 2019, llega a España para debutar como profesional en las filas de Levitec Huesca de la Liga Leb Oro.
En verano de 2020, firma por el  Denain ASC Voltaire del Campeonato de Francia de Baloncesto Pro B.
El 18 de agosto de 2021, firma por el ESSM Le Portel del Ligue Nationale de Basket-ball.